# Onthophagus metalliceps
Onthophagus metalliceps là một loài bọ cánh cứng trong họ Bọ hung (Scarabaeidae).